# Галки (Брагінський район)
Галки — (біл. вёска Галкі), село (веска) в складі Брагінського району розташоване в Гомельській області Білорусі. Село підпорядковане Новойолчанській сільській раді і в ньому мешкає 113 осіб (станом на 2004 рік).
Село Галки розташоване на південному сході Білорусі, у південній частині Гомельської області, за 36 кілометрів на південний схід від районного центру Брагіна.